# Glumicalyx apiculatus
Glumicalyx apiculatus är en flenörtsväxtart som först beskrevs av Ernst Meyer, och fick sitt nu gällande namn av O.M. Hilliard och B.L. Burtt. Glumicalyx apiculatus ingår i släktet Glumicalyx och familjen flenörtsväxter. Inga underarter finns listade i Catalogue of Life.